# Штайнер, Криста
Криста Штайнер (нем. Christa Steiner, также Рихтер-Штайнер, нем. Richter-Steiner, урождённая Рихтер; 2 декабря 1899, Вена — 11 декабря 1962, Зальцбург) — австрийская скрипачка. Внучка органиста Пиуса Рихтера, жена скрипача Георга Штайнера.
Училась в Венской академии музыки у Арнольда Розе и в Праге у Отакара Шевчика, а также у Анри Марто. В 1925 году в Вене приняла участие в премьере струнного квартета № 1 Франца Шмидта с участием автора. Выступала в дуэте со своим мужем. В 1939 году супруги Штайнер были приняты преподавателями в консерваторию Моцартеум, с 1938 года Рихтер-Штайнер играла в Оркестре Моцартеума, став первой женщиной с постоянным контрактом в его составе. В послевоенные годы выступала также как ансамблистка, в том числе в составе фортепианного трио с Эрнстом Райхертом и Карлом Марией Швамбергером. В 1952 году участвовала в создании оркестра Camerata Salzburg под руководством Бернхарда Паумгартнера и стала его концертмейстером. В дуэте с Паулем Доктором записала с этим оркестром Концертную симфонию Вольфганга Амадея Моцарта.